# Sparkassen Cup 1997
Sparkassen Cup 1997 — жіночий тенісний турнір, що проходив на закритих кортах з килимовим покриттямa в Лейпцигу (Німеччина). Належав до турнірів 2-ї категорії в рамках Туру WTA 1997. Турнір відбувся увосьме і тривав з 22 до 28 вересня 1997 року. Друга сіяна Яна Новотна здобула титул в одиночному розряді, свій другий на цьому турнірі після 1994 року.

## Фінальна частина

### Одиночний розряд
Яна Новотна —  Аманда Кетцер 6–2, 4–6, 6–3
- Для Новотної це був 6-й титул за сезон і 82-й - за кар'єру.

### Парний розряд
Мартіна Хінгіс /  Яна Новотна —  Яюк Басукі /  Гелена Сукова 6–2, 6–2
- Для Хінгіс це був 16-й титул за сезон і 22-й - за кар'єру. Для Новотної це був 7-й титул за сезон і 83-й — за кар'єру.